# Diadema de Moñes
La diadema de Moñes es una de las obras de orfebrería más importantes de la Asturias  prerromana. Es una diadema-cinturón incompleta  encontrada a mediados del siglo XIX en el pueblo de Moñes, situado en el concejo de Piloña (Asturias). Debido a los avatares sufridos por la pieza se la llegó a conocer con el nombre de diadema de Ribadeo, si bien hoy en día ha recuperado su denominación original. En la actualidad sus fragmentos se encuentran en el Museo Arqueológico de Oviedo.
En dicha pieza se observa una procesión de guerreros tricornes que avanzan a pie o a caballo por encima del agua. Las figuras humanas vienen acompañadas por aves acuáticas y peces que probablemente sean salmones de río. Algunas figuras, que tal vez sean divinidades cornudas, sostienen dos calderos, en clara analogía con el caldero de Gundestrup, en la que se puede observar a una divinidad introduciendo guerreros muertos en el caldero que, tras ser resucitados, salen de él.
La diadema de Moñes ha sido objeto de multitud de interpretaciones. Algunos autores consideran que se trata de una escena de sacrificio (Blázquez y García Bellido) o de un culto acuático (Jordá), si bien otros autores, como Marco Simón, opinan que se trata más bien del reflejo de las creencias célticas relacionadas con el Otro Mundo.
A este respecto es de resaltar la gran cantidad de reminiscencias de mitos célticos que presenta la diadema: La figura humana cornuda sosteniendo dos grandes calderos es muy similar a aquella del caldero de Gundestrup en la que se puede observar a una divinidad introduciendo guerreros muertos en el caldero que posteriormente salen de él. En realidad, ambas escenas son reflejo del arquetipo céltico del caldero de la regeneración, que aparece en multitud de relatos tanto de la mitología irlandesa como de la galesa. En este sentido, uno de los dioses más importantes del panteón de Irlanda, el Dagda, poseía un caldero que tenía la propiedad de proporcionar comida inagotable y de restaurar la vida, y que fue traído por los Tuatha Dé Danann de la ciudad de Murias. El caudillo británico Bran el Bendito tenía en su poder un caldero similar que permitía resucitar la los guerreros muertos en la batalla con la particularidad de que una vez vueltos a la vida, los hombres quedaban privados del poder del habla. En el poema Preiddeu Annwfn, uno de los más antiguos del ciclo artúrico, se narra el descenso de Arturo y sus compañeros a Annwn, el inframundo galés, en busca del caldero de la abundancia, que por otra parte es el antecedente pagano del Grial de las leyendas artúricas.
En este sentido, en la mitología galesa se recoge el mito del caldero de Cerridwen. Ésta era una bruja galesa, que tenía un hijo, Morfran, de aspecto desagradable al que quería otorgar el don del arwen, la inspiración universal. Para ello preparó una pócima y ordenó al niño Gwyon Bach que lo cocinase durante un año. La mano de éste fue salpicada por tres gotas hirvientes del líquido mágico, y tras lamerse la mano adquirió el conocimiento pleno. Cerridwen, furiosa, persiguió a Gwyon durante una ajetreada cacería en la que el niño asumió diversas formas. Finalmente Cerridwen dio caza a Gwyon y lo devoró, tras lo cual lo albergó en su vientre durante nueve meses hasta que dio a luz a un hermoso niño, el futuro bardo Taliesin.
En la mitología asturiana existe una historia similar, relativa al cáliz que se alberga en la iglesia de Santiago d'Aguinu, en Somiedo. Originalmente, dicho cáliz pertenecía a una xana, que vivía en una de las fuentes de la parroquia. Un día, un pastor, atraído por el brillo del oro, le arrebató el cáliz y escapó corriendo. La xana fue tras él y comenzó a rodearlo de una nube negra, espesa y mágica. Entonces, cuando estaba ya a punto de alcanzarlo el pastor se encomendó a Santiago de Aguinu diciendo "¡Santiagu d'Aguinu valmi, que pa ti ye lo que quiero!". En ese momento la xana se detuvo y exclamó: "Porque dixiste eso, sinón el mayor piazu que quedaría de ti nun sería más grande que la cabeza d'un anfiler". Según la interpretación que Constantino Cabal e Ignacio Abella dan a este mito, en esta historia se trasluce, como en la de la bruja Cerridwen, el despedazamiento y renacimiento míticos del pastor en la matriz representada por el seno del caldero, en un procedimiento que es abortado felizmente por la intervención del santo.
Además del caldero, otro motivo muy común en la mitología celta que aparece en la diadema de Moñes es el de los pájaros del Otro Mundo: dichos animales son a menudo mensajeros del Más Allá y encarnación de criaturas feéricas y aparecen en multitud de historias como la Enfermedad de Cú Chuláinn, en la que el héroe dispara accidentalmente a dos cisnes que resultaban ser sidhe (hadas) disfrazadas, o los viajes de San Brandán y Mael Dúin a las Islas del Paraíso, en una de las cuales se topan con pájaros que son encarnación de ángeles caídoso difuntos recién salidos del Purgatorio. En el folklore bretón y en el gallego se recogen historias de monjes (Yves, Ero de Armenteira) que, buscando alcanzar el Paraíso, entran en éxtasis al contemplar un pajarillo, y permanecen en ese estado durante siglos. La vinculación entre los pájaros y el Más Allá está presente en la mitología asturiana, en la que las cornejas y los cuervos son mensajeros de la muerte, y las lechuzas (coruxas) son aves en las que se encarnan las brujas.
Además de los pájaros y los caballos, se distingue en la diadema la presencia de peces de tamaño mediano que la mayoría de los especialistas han identificado con salmones de río. Dicho pez es protagonista de uno de los mitos más fascinantes contenidos en el Ciclo de Leinster: El del Salmón del Conocimiento. Según la tradición, en las fuentes del río Boyne existía un estanque mágico que estaba flanqueado por nueve avellanos que representaba al Árbol del Conocimiento. Un salmón aleteaba en el estanque, y se decía que aquel que capturase el salmón inmediatamente después de que éste hubiera comido una de las avellanas mágicas se haría con el conocimiento universal. El druida Finneces esperó pacientemente durante siete años hasta que tuvo lugar el feliz suceso, pero cuando estaba cocinando el salmón, el joven Fionn se acercó a él y comió accidentalmente una porción de su piel, lo que le proporcionó el imbas forosnai, el don de la inspiración.
Es de resaltar el hecho de que toda la escena tiene lugar en un ámbito acuático, y en este sentido Procopio de Cesárea (IV, 48-57) narraba que era creencia entre los galos que el último viaje se realizaba a través del agua. En las tradiciones paganas irlandesas, el destino de las almas los muertos era atravesar el mar hasta llegar a Tír na nÓg, la tierra de los bianaventurados, cuyo color era el verde, que en la cultura celta es el color del inframundo. En la mitología bretona se recoge el supuesto de la Bag Ann Noz, la barca de noche, que transportaba las almas de los difuntos hasta el Más Allá. En Galicia, las creencias que rodean el santuario de San Andrés de Teixido no son más que reminiscencias de la antigua cosmovisión céltica que consideraba el Cabo Ortegal como el lugar donde se acababa la tierra y donde las almas embarcaban con destino al paraíso.
La diadema de Moñes ha tenido cierta influencia en los círculos celtistas asturianos, y a modo de ejemplo durante la presentación del disco Al Otro Lado del gaitero José Ángel Hevia en el Teatro Campoamor en Oviedo se proyectaron imágenes extraídas de dicho objeto.